# Johann Friedrich Blumenbach
Johann Friedrich Blumenbach (Gotha, 11 mei 1752 – Göttingen, 22 januari 1840) was een Duitse antropoloog en anatoom.
Hij voltooide zijn standaardwerk Handbuch der vergleichenden Anatomie und Physiologie in 1804.
Blumenbach was onder andere bevriend met de bekende Duitse schrijver-dichter Johann Wolfgang von Goethe.

## Rassenleer
Blumenbach heeft onderzoek gedaan naar de mensheid en heeft een indeling gemaakt van de verschillende rassen. In het begin van zijn loopbaan was hij een aanhanger van de theorie dat alles voorgevormd was en zich slechts hoefde te ontwikkelen. Hij dacht dat alle organismen zelf een soort kracht in zich hadden om zich te ontwikkelen, wat hij bildungstrieb noemde.
Gebaseerd op het essay Von den verschiedenen Rassen der Menschen (1775) van Immanuel Kant, maakte Blumenbach in De generis humane varietate nativa (1775) een indeling in vijf menselijke rassen, die hij vanaf de derde editie de volgende benamingen gaf: Kaukasisch (wit), Mongools (geel), Amerikaans (rood), Ethiopisch (zwart) en Maleis (bruin). Hij koos voor de term Kaukasisch omdat hij aannam dat de mens in de Kaukasus was ontstaan en omdat hij de mensen van daar het mooiste vond. Hij baseerde zijn indeling op metingen aan menselijke schedels.
Niettemin was Blumenbach geen racist. Hij veroordeelde de slavernij en achtte – anders dan Kant en Hume – zwarten in staat tot grote prestaties op allerlei gebied. Als voorbeelden van eminente zwarten noemde hij onder andere Phillis Wheatley, Abram Petrovitsj Gannibal en Wilhelm Amo.

## Receptie
De leer van Blumenbach gaf racisten in de 19e en 20e eeuw ruimte om te beweren dat het blanke ras origineel was en superieur, terwijl andere rassen gedegenereerd zouden zijn. Onder het nazisme werden de "superieure" Kaukasiërs onderverdeeld in onder andere Ariërs en Semieten. In de Verenigde Staten wordt de term Caucasian gebruikt om te verwijzen naar witte Amerikanen, maar soms ook om de zuiver witte bevolkingsgroep aan te duiden in bepaalde gemengde bevolkingsgroepen.
- Bibsys: 1053270
- Biblioteca Nacional de España: XX1156835
- Bibliothèque nationale de France: cb137404461 (data)
- Catàleg d'autoritats de noms i títols de Catalunya: 981058613781706706
- CiNii: DA02006620
- Gemeinsame Normdatei: 116208503
- International Standard Name Identifier: 0000 0001 2138 9586
- Library of Congress Control Number: n84027133
- Nationale Bibliotheek van Tsjechië: nlk20000080556
- Nationale bibliotheek van Australië: 58817674
- Nationale Bibliotheek van Israël: 987007258867505171
- Nationale Bibliotheek van Polen: a0000001136746
- Nationale en Universitaire bibliotheek Zagreb: 000635514
- Nederlandse Thesaurus van Auteursnamen: 069349495
- Istituto Centrale per il Catalogo Unico: MILV109820
- LIBRIS: 353554
- SNAC: w6bp04bz
- Système universitaire de documentation: 05961868X
- Trove: 1868345
- Virtual International Authority File: 71570755
- WorldCat: E39PBJx8HVbXwpkrjtWMdGHHmd